# Бледар Сейко
Бледа́р Се́йко (алб. Bledar Sejko) — албанський гітарист, композитор, співак, який разом з Адріаном Лулгюраєм представлятиме Албанію на пісенному конкурсі Євробачення 2013 у Мальме з піснею «Identitet».
1989 року брав участь в албанському музичному фестивалі «Festivali i Këngës», де посів друге місце. З 1992 по 1995 роки був учасником рок-гурту «Thunder Way». У 2005—2006 рр. працював на одному з головних телеканалів Албанії.